# La Mécanique du cœur (roman)
Pour les articles homonymes, voir La Mécanique du cœur.
La Mécanique du cœur est le troisième livre de Mathias Malzieu sorti le 24 octobre 2007. Il a inspiré l'album du même nom du groupe de rock Dionysos dont Mathias Malzieu est le chanteur.
 (février 2023).
Si vous disposez d'ouvrages ou d'articles de référence ou si vous connaissez des sites web de qualité traitant du thème abordé ici, merci de compléter l'article en donnant les références utiles à sa vérifiabilité et en les liant à la section « Notes et références ».

## Résumé
L'histoire commence à Édimbourg, capitale de l'Écosse, le 16 avril 1874. Jack naît le « jour le plus froid du monde » avec un cœur gelé. La sage-femme sorcière qui l'a mis au monde, le Docteur Madeleine, parvient à le sauver en greffant sur son cœur une horloge à coucou qui l'aide à battre à un rythme normal. Jack peut vivre ainsi, mais à condition de remonter son horloge chaque jour et d'éviter toute émotion forte : pas de colère et surtout, pas de sentiments amoureux.
Jack passe son enfance auprès du docteur Madeleine, qui le considère comme un fils, et il reçoit l'amour d'Anna, Luna, et Arthur. Pour ses dix ans, Madeleine accepte de l'accompagner en ville. C'est alors qu'il tombe sous le charme d'une petite chanteuse de rue de Grenade (Andalousie), Miss Acacia, dont le souvenir l'entraîne des terres écossaises au pied de l'Alhambra dans une quête amoureuse aussi délicieuse que dévastatrice. Son cœur est mis à rude épreuve néanmoins et malgré les avertissements de Madeleine, il découvre l'amitié et le grand amour, celui qui révolutionne son petit cœur mécanique.

## Origines et inspiration
Pour La Mécanique du Cœur, Mathias Malzieu s’est inspiré de son histoire d’amour avec la chanteuse Olivia Ruiz, alors incarnés dans le livre par les personnages de Jack et Miss Acacia. L’histoire puise également ses origines dans le précédent roman de Mathias Malzieu, Maintenant qu’il fait tout le temps nuit sur toi. Dans une interview sur France Inter, l’auteur révèle que le protagoniste de La Mécanique du Cœur, Jack, se présente comme le jeune Jack de Maintenant qu’il fait tout le temps nuit sur toi, c’est-à-dire le géant de 130 ans, Écossais, et qui nécessite une horloge pour être invoqué. C’est pourquoi Jack du second roman vit en 1874 à Édimbourg et possède une horloge en lieu et place du cœur. 

## Diffusion
Le roman est un succès : avec des ventes dépassant le million d'exemplaires et une traduction dans vingt langues différentes, il est considéré comme un best-seller.

## Adaptation cinématographique
La Mécanique du cœur est un best-seller : il reste plus de vingt semaines dans les listes des livres les plus vendus en France. Il est adapté en film d'animation musical, Jack et la Mécanique du cœur, sorti en salles le 5 février 2014, et reprenant les chansons de l'album du même nom. Mathias Malzieu, Olivia Ruiz, Emily Loizeau, Rossy de Palma, Arthur H, Grand Corps Malade, Jean Rochefort et Babet prêtent leur voix aux personnages. La voix enregistrée d'Alain Bashung sur le disque est même réutilisée à l'occasion.
Nicoletta Ceccoli, l'illustratrice du roman, est également la graphiste du film d'animation qui en a été tiré,.

## Les éditions étrangères de l'œuvre
- En anglais : traduit par Sarah Ardizzone, août 2009 The Boy with the Cuckoo-Clock Heart. Chatto & Windus, Royaume-Uni 2009, Alfred A. Knopf en U. S. 2010
- (de) traduit par Sonja Finck, juin 2012 Die Mechanik des Herzens. Carl's books, München (Random House)  (ISBN 978-3570585085)
- En espagnol : traduit par Vicente Tuset Mayoral, octobre 2009 La mecánica del corazón. Mondadori, Madrid (Random House; Reservoir Books)  (ISBN 8439721951)
- En italien : traduit par Cinzia Poli, avril 2012 La meccanica del cuore. Feltrinelli, Milano  (ISBN 978-8807018909)